# Leni Parker
Leni Parker (nacida el 5 de noviembre de 1966) es una actriz de cine y televisión canadiense. Ella es conocida por su interpretación del alienígena andrógino Da'an en Earth: Final Conflict de Gene Roddenberry .

## Primeros años y educación
Parker nació y se crio en Nuevo Brunswick. Se mudó a Montreal, donde completó un programa de actuación de tres años en la Universidad Concordia.

## Carrera
Después de graduarse de Concordia, comenzó a trabajar con Pigeons International Theatre durante los siguientes 10 años. Fue galardonada como Mejor Actriz de Reparto en los Premios de los Críticos de Teatro de Quebec en 1992 por su papel de La Bonne en Coquelicots.

## Filmografía

### Películas
| Año  | Título                                         | Papel            | Notas         |
| ---- | ---------------------------------------------- | ---------------- | ------------- |
| 1990 | You're Driving Me Crazy                        | Alice            |               |
| 1992 | Canvas                                         | Simone           |               |
| 1994 | La señora Parker y el círculo vicioso          | Beatrice Kaufman |               |
| 1995 | Asesinos cibernéticos                          | Cpl. McDonald    |               |
| 1997 | Bleeders                                       | Baby Laura       |               |
| 1997 | Caza al terrorista                             | Recepcionista    |               |
| 1997 | The Education of Little Tree                   | Martha           |               |
| 1997 | Laserhawk                                      | Mesera en Ed's   |               |
| 1998 | The Sleep Room                                 | Sadie Rothenberg |               |
| 1998 | Nico the Unicorn                               | Bibliotecaria    |               |
| 2000 | Eisenstein                                     | Anya             |               |
| 2003 | Mambo Italiano                                 | TV Anna          |               |
| 2005 | The Man                                        | Cajera           |               |
| 2008 | Afterwards                                     | Admission Clerk  |               |
| 2008 | Adam's Wall                                    | Anita Levy       |               |
| 2009 | La huérfana'                                   | Enfermera        |               |
| 2009 | Mr. Nobody                                     | Profesora        |               |
| 2012 | The Words                                      | Periodista       |               |
| 2013 | White House Down                               | Asistente        |               |
| 2013 | El extraordinario viaje de T. S. Spivet        | Doctora Ferrano  |               |
| 2014 | An Eye for Beauty                              | Sarah Handelsman |               |
| 2017 | Song of Granite                                | Sra. Rosenblatt  | Sin acreditar |
| 2018 | My Thesis Film: A Thesis Film by Erik Anderson | Tía Carol        |               |
| 2018 | The Death & Life of John F. Donovan            | Bonnie           | Sin acreditar |
| 2020 | My Salinger Year                               | Pam              |               |
| 2023 | Transformers: el despertar de las bestias      | Sra. Greene      |               |

### Televisión
| Año       | Título                                    | Papel                   | Notas                                       |
| --------- | ----------------------------------------- | ----------------------- | ------------------------------------------- |
| 1994      | Are You Afraid of the Dark?               | Cop                     | Episodio: "The Tale of the Quiet Librarian" |
| 1994      | Million Dollar Babies                     | Dixie                   | 2 episodios                                 |
| 1995      | Sirens                                    | Doctora                 | Episodio: "Redemption"                      |
| 1995      | Une petite fille particulière             | Hotesse au salon de thè | Película de televisión                      |
| 1995      | Hiroshima                                 | Margaret Truman         | Película de televisión                      |
| 1997      | Whiskers                                  | Receptionista           | Película de televisión                      |
| 1997      | The Best Bad Thing                        | Enfermera               | Película de televisión                      |
| 1997      | Heritage Minutes                          | Emilie                  | Episodio: "John Humphrey"                   |
| 1997      | The Hunger                                | Reportera               | Episodio: "Red Light"                       |
| 1997–1999 | Lassie                                    | Lucy                    | 4 episodios                                 |
| 1997–2001 | Earth: Final Conflict                     | Da'an / Ma'el           | 88 episodios                                |
| 1998      | Emily of New Moon                         | Miss Brownell           | 5 episodios                                 |
| 2000      | El perro de los Baskerville               | Sra. Barrymore          | Película de televisión                      |
| 2002      | Galidor: Defenders of the Outer Dimension | Sra. Browning           | Episodio: "Identity"                        |
| 2002      | Charms for the Easy Life                  | Young Mother            | Película de televisión                      |
| 2003      | Deadly Betrayal                           | Roz                     | Película de televisión                      |
| 2003      | Wild Card                                 | Zoo Legal Rep           | Episodio: "Hell Week"                       |
| 2005      | Choice: The Henry Morgentaler Story       | Judy Rebick             | Película de televisión                      |
| 2005      | Living with the Enemy                     | Cheryl Cummings         | Película de televisión                      |
| 2006      | At the Hotel                              | Sra. Fishman            | Episodio: "That's How You Wave a Towel"     |
| 2007      | Moose TV                                  | Susan                   | Episodio: "Surviving Moose"                 |
| 2007      | La zona muerta                            | Sra. Marcy Lyons        | Episodio: "Numb"                            |
| 2009      | Out of Control                            | Donna Sinclair          | Película de televisión                      |
| 2011      | Who Is Simon Miller?                      | Donna Gilbert           | Película de televisión                      |
| 2014      | Helix                                     | Dra. Tracey             | 2 episodios                                 |
| 2015–2017 | 19-2                                      | Detective Pilcher       | 4 episodios                                 |
| 2017      | Mommy's Prison Secret                     | Lenni Page              | Película de televisión                      |
| 2017      | There Is Something in Slough Lake         | Claire                  | Película de televisión                      |
| 2018      | The Detectives                            | Ann Bucholz             | Episodio: "Home"                            |
| 2019      | Street Legal                              | Giulia Lissandri        | 6 episodios                                 |
| 2020      | Barkskins                                 | Mother Sabrine          | 6 episodios                                 |
| 2020      | As Gouda as it Gets                       | Sarah                   | Película de televisión                      |

### Videojuegos
| Año  | Título                                     | Papel                                        |
| ---- | ------------------------------------------ | -------------------------------------------- |
| 2011 | Deus Ex: Human Revolution                  | Yelena Fedorova / Nia Colvin / Vera Marcovic |
| 2011 | Assassin's Creed: Revelations              | Laetitia England                             |
| 2012 | Assassin's Creed III: Liberation           | Madeleine de L'Isle                          |
| 2013 | Deus Ex: Human Revolution - Director's Cut | Yelena Fedorova / Nia Colvin / Vera Marcovic |
| 2014 | Watch Dogs                                 | Civil- Bad Blood DLC                         |
| 2017 | Assassin's Creed Origins                   | Voz                                          |
| 2021 | Disciples: Liberation                      | Voz                                          |
| 2021 | Guardianes de la Galaxia                   | Worldmind                                    |